# Jules Offner
Jules Aristide Offner, né le 19 novembre 1873 à Montpellier (Hérault) et mort le 2 août 1957 à Fraisans (Jura), est un médecin et botaniste français.
Ses études secondaires et universitaires se sont déroulées à Grenoble (Isère), et il a poursuivi ses travaux dans cette même ville jusqu'à sa retraite. Sa thèse en botanique a été présentée à la faculté de pharmacie et de médecine de Lyon. Il a été professeur à l'école de médecine de Grenoble.

## Biographie
Le père de Jules Offner est un chef de bataillon du génie en retraite originaire d'Alsace. Le couple qu'il forme  avec son épouse Marie-Anne Job a dix enfants. Jules Offner naît à Montpellier, mais la famille s'installera quelques années plus tard à Grenoble et l'enfant devenu adolescent fait ses études au lycée Champollion de cette ville.
Il obtient sa licence en sciences naturelles en 1895 puis devient préparateur de botanique à la Faculté des sciences de Grenoble. Il devient docteur en médecine en 1901 avec une thèse intitulée Les spores des champignons au point de vue médico-légal, et, à partir de 1913, il devient professeur suppléant dans cette même école de médecine. Durant la Première Guerre mondiale, il est mobilisé comme médecin militaire à Chambéry (Savoie). Il devient chef de travaux, en 1921, puis maître de conférences honoraires, en 1937, à la Faculté des sciences de Grenoble, ainsi que conservateur des collections du Laboratoire de botanique de 1937 à 1957. En 1938, il devient professeur honoraire à l’École de médecine et de pharmacie. Jules Offner travaillera toute sa vie dans son laboratoire à l'Institut de botanique de Grenoble, y revenant même après sa retraite.
Il a été membre de nombreuses sociétés savantes et associations,, dont la Société botanique de France à partir de 1901 et membre de la Société mycologique de France dès l'année suivante. Il a fait partie de l'Académie delphinale à partir de 1948. Il a également été membre de la Société scientifique du Dauphiné et membre et président de la Société dauphinoise d'ethnologie et d'archéologie. Il a par ailleurs été membre de la Société des touristes du Dauphiné.

## Travaux scientifiques
Jules Offner s'intéressait à de nombreux sujets et, dans le cadre de ses travaux scientifiques, a notamment contribué à des études sur les fleurs et aux domaines de la botanique appliquée, de la géographie botanique et de l'histoire de la botanique, mais aussi à des études concernant la glaciologie. Il s'est en particulier intéressé à la mycologie, en lien avec la toxicologie, la pharmacologie et la médecine légale. Il a largement contribué à la connaissance de la flore des Alpes françaises. il a également eu de nombreux liens professionnels avec des botanistes de pays autres que la France : en Suisse, Autriche, Bavière, Italie, etc.

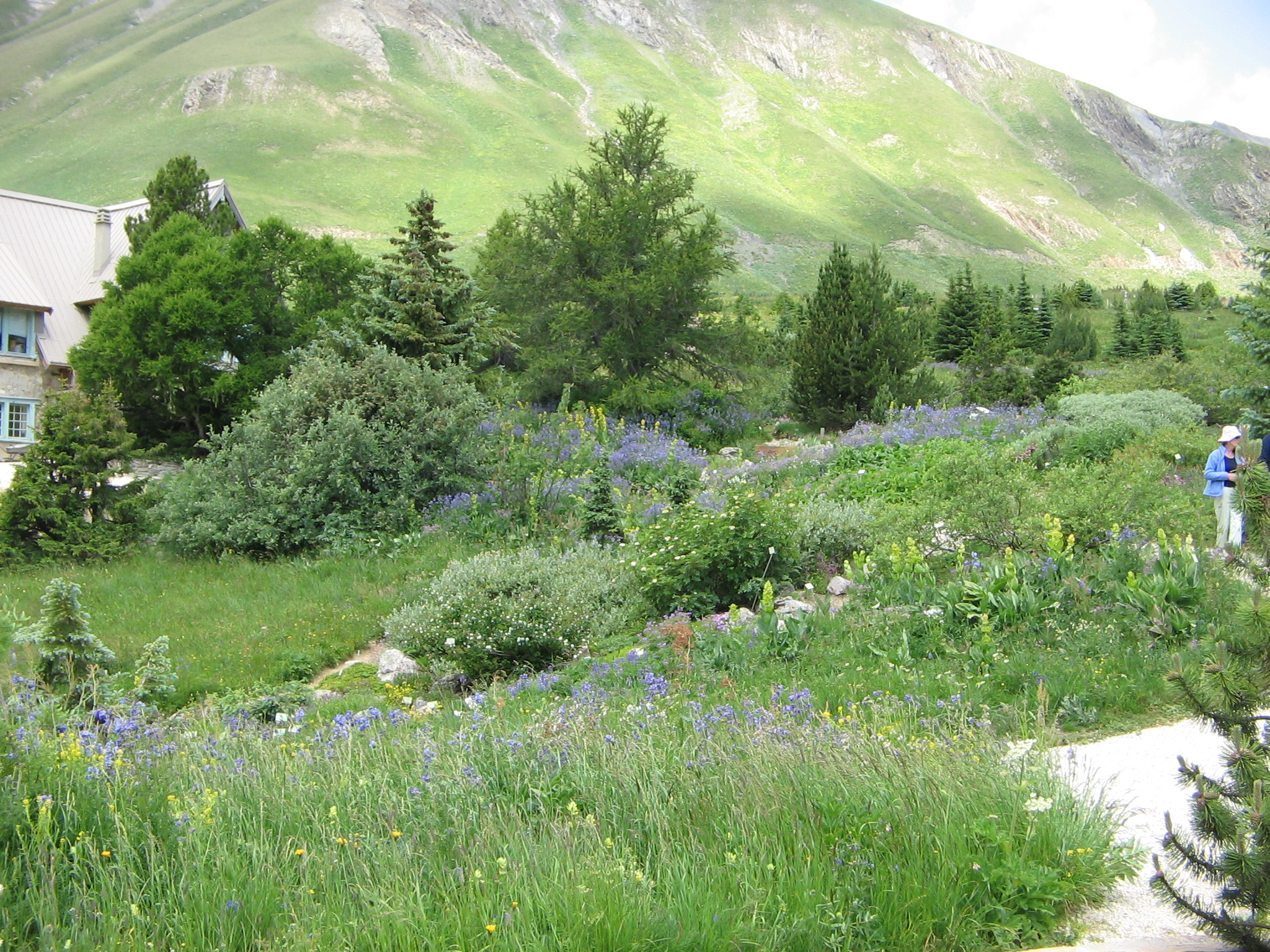
Le jardin botanique alpin du Lautaret

Au sein de l'Université de Grenoble, il a notamment collaboré avec les professeurs Jean-Paul Lachmann, Louis Vidal, Marcel Mirande et René Verriet de Litardière.
Au sein de la Société botanique de France, Jules Offner a été chargé de l'organisation de la session du Royans-Vercors en 1912 et de la session du Mont-Cenis en 1920.
S’intéressant aux jardins alpins, Jules Offner participa notamment au renouveau du jardin botanique alpin du col du Lautaret et de l’Institut alpin du Lautaret qui lui était lié, au début des années 1950.
Une plante a été nommée en son hommage : le stipe d'Offner (stipa offneri).

## Prix et distinctions
- Rosette d'officier de l'Instruction publique, en 1911
- un prix décerné par la Société de topographie de France, en 1911[2]
- Chevalier du Mérite agricole, en 1923
- Prix Gandoger de Phanérogamie, de la Société botanique de France, en 1929
- Croix de la Légion d'Honneur, en 1948
- Prix Foulon de l'Académie des sciences, en 1951[3],[2]

## Ouvrages scientifiques (sélection)
- Notes sur la flore printanière de l'Oisans, 1900[1]
- Nouvelles observations sur les glaciers du Dauphiné et de la Haute-Ubaye recueillies ou réunies par W. Kilian, G. Flusin et J. Offner, 1902 (SUDOC 106346520)
- Les spores des champignons au point de vue médico-légal, 1904
- A propos du pleurote des ombellifères, 1925
- Les plantes médicinales et aromatiques des Alpes françaises, 1931
- Contribution à la géographie botanique du massif du Pelvoux, 1904
- La Flore du massif des Grandes Rousses, 1904
- Vidal et Offner, « Les colonies de plantes méridionales des environs de Grenoble », Annales de l'Université de Grenoble, no 17,‎ 1905, p. 223-282 (lire en ligne [PDF])
- Offner et Le Brun, « Un siècle de floristique à travers les Alpes françaises », Bulletin de la société botanique de France, no 103,‎ 1956, p. 298-375 (lire en ligne [PDF])
- Offner, « Dominique Villars, medecin et botaniste dauphinois », Société dauphinoise d'ethnologie et d'archéologie, nos 230-232,‎ 1953, p. 54-67 (lire en ligne [PDF])